# Sušice
Sušice (niem. Schüttenhofen) – miasto w Czechach, w kraju pilzneńskim, nad Otavą. Według danych z 31 grudnia 2003 powierzchnia miasta wynosiła 4564 ha, a liczba jego mieszkańców 11 483 osób.

## Demografia
| Rok             | 1970  | 1980   | 1991   | 2001   | 2003   |
| --------------- | ----- | ------ | ------ | ------ | ------ |
| Liczba ludności | 9 498 | 11 047 | 11 308 | 11 462 | 11 483 |

Źródło: Czeski Urząd Statystyczny

## Nazwa
Nazwa Sušice jest w języku czeskim rzeczownikiem rodzaju żeńskiego, a nie liczbą mnogą. Odmienia się według wzoru miękkiego: Sušici w celowniku, bierniku, narzędniku i miejscowniku), stąd polska nazwa to Suszyca (dopełniacz Suszycy, nie Suszyc).

## Gospodarka
W mieście rozwinął się przemysł drzewny oraz papierniczy.

## Współpraca
Miejscowości partnerskie:
- Altea, Hiszpania
- Bad Kötzting, Niemcy
- Bellagio, Włochy
- Bundoran, Irlandia
- Chojna, Polska
- Granville, Francja
- Holstebro, Dania
- Houffalize, Belgia
- Judenburg, Austria
- Karkkila, Finlandia
- Kőszeg, Węgry
- Marsaskala, Malta
- Meerssen, Holandia
- Niederanven, Luksemburg
- Oxelösund, Szwecja
- Preny, Litwa
- Preweza, Grecja
- Sesimbra, Portugalia
- Türi, Estonia
- Sigulda, Łotwa
- Sherborne, Wielka Brytania
- Uetendorf, Szwajcaria
- Zwoleń, Słowacja